# Бояровка (Тыва)
Бояровка — село в Каа-Хемском кожууне Республики Тыва. Административный центр и единственный населённый пункт Бояровского сумона. Население: 631 чел. (2017 г.)

## История
Основан в 1905 году русскими переселенцами.

## Население
| 2002 | 2010 | 2011 | 2012 | 2013 | 2014 | 2015 |
| ---- | ---- | ---- | ---- | ---- | ---- | ---- |
| 714  | ↘673 | →673 | ↘657 | ↘648 | ↘639 | ↘633 |
| 2016 | 2017 | 2018 | 2019 | 2020 | 2021 |      |
| ↗640 | ↘631 | ↗632 | ↘629 | ↗638 | ↘616 |      |

## География
р. Малый Енисей, устье р. Копту.
Возле села несколько отдаленных населённых пунктов: местечко Арыг-Бажы, местечко Грань, местечко Кажаалыг, местечко Кара-Суг, местечко Малый Угол, местечко Подхоз, местечко Ревкоммуна, местечко Сарыг-Сиген, местечко Урочище Шан, местечко Шан,
Улицы села
- ул. Енисейская
- Набережный переулок
- ул. Гагарина
- Центральный переулок
- Школьный переулок

Расстояние до районного центра: Сарыг-Сеп: 15 км.
Расстояние до областного центра: Кызыл 66 км.
Ближайшие населенные пункты
Кок-Хаак 9 км, Мерген (Сарыг-Сеп) 15 км, Сарыг-Сеп 15 км, Усть-Бурен (Грязнуха) 24 км, Бурен-Аксы 27 км, Авыйган 29 км

## Транспорт
дорога «Бояровка — Тоора-Хем»